# Musicorba
Musicorba é o projeto musical dos pianistas Ricardo Vieira (Portugal) e Tomohiro Hatta (Japão), ambos residentes em Paris. Desde a sua formação em 2010, o Musicorba tornou-se um dos duos mais fascinantes da cena musical internacional.

## Biografia
O Musicorba foi criado em 2010, no âmbito das comemorações do 150.º aniversário do Tratado de Amizade entre Portugal e Japão. Para celebrar este marco, o duo apresentou-se em concertos no Japão, França e Portugal, e desde então prossegue sua trajetória artística de forma contínua.
Com uma visão artística que une culturas e ultrapassa fronteiras, o Musicorba distingue-se pela sua capacidade de transformar cada apresentação numa viagem poética, explorando a universalidade da música através de repertórios variados. O duo representa a harmonia entre tradição e modernidade, procurando evocar a essência das suas culturas em cada nota.
Paralelamente aos concertos, Ricardo Vieira e Tomohiro Hatta ministram **masterclasses** em todo o mundo, partilhando a sua paixão com estudantes de diversas origens. O seu compromisso com o ensino faz parte integrante da sua abordagem artística, permitindo-lhes transmitir a sua experiência e visão da música à nova geração de pianistas.

## Repertório e Colaborações
O repertório do Musicorba inclui desde obras clássicas até peças dos repertórios português, japonês e francês, enriquecendo e diversificando as suas atuações. O duo colaborou com cantores de renome internacional e participou em projetos memoráveis, como:
- Uma aclamada digressão na China, dedicada à música dos Estúdios Ghibli, que foi um grande sucesso.
- Colaborações com cantoras de fado como Katia Guerreiro e Misia.
- Um CD/DVD gravado durante um concerto no Olympia em Paris, destacando a qualidade das suas interpretações e a presença em palco.

## Concertos Notáveis
Ao longo dos anos, o Musicorba apresentou-se em alguns dos palcos mais prestigiados do mundo, incluindo:
- Tribeca Theatre em Nova Iorque
- Olympia em Paris
- Participação no programa Pafos 2017 em Pafos, Chipre, como parte da Capital Europeia da Cultura
- Digressão na China em 2018, intitulada "MusicOrba China Tour", com mais de 20 concertos nas principais salas do país
- Retorno à China em 2024 para uma nova série de concertos, recebendo mais uma vez uma calorosa recepção do público.

## Reconhecimento e Prémios
- 2011 - Nomeação para o prêmio de Melhor Jovem Artista[1]
- 2012 - Nomeação para o prêmio de Melhor Revelação Artística

## Discografia
- Musicorba (CD) – Disponível na Amazon

## Projetos e Gravações
O Musicorba também explorou outros horizontes artísticos:
- Gravações para bandas sonoras de programas de televisão em França.
- Criação de música para teatro, contribuindo para diversos projetos de palco.

## Ligações Externas
- Site oficial do Musicorba
- (em português) Sapo Magazine
- (em português) [http://web.archive.org/web/*/http://www.expressodasilhas.sapo.cv/pt/noticias/go/recital-de-piano-na-praia-e-no-mindelo-com-ricardo-vieira-e-tomohiro-hatta [ligação inativa]]
- (em português) IPCB Magazine
- (em português) Musicaldas 2012

1. ↑  Um Gala memorável pelos 20 anos da Cap Magellan